# Kirche des Allmächtigen Gottes
Kirche des Allmächtigen Gottes (chinesisch 全能神教會 / 全能神教会, Pinyin Quánnéng Shén Jiàohuì, englisch Church of Almighty God) ist die aktuelle Selbstbezeichnung einer um 1991 in China gegründeten Religionsgemeinschaft, die früher auch unter dem Namen Eastern Lightning bzw. Lightning from the East (chinesisch 東方閃電 / 东方闪电, Pinyin Dōngfāng Shǎndiàn) firmierte und unter dieser Bezeichnung bis heute bekannt ist.
Die wichtigste Glaubenslehre der Gruppierung ist, dass die von den Christen erwartete Wiederkunft Christi bereits in Gestalt einer 30-jährigen Chinesin geschehen ist. Die Gruppierung wird vonseiten der chinesischen Regierung als gefährliche Sekte angesehen und verfolgt. Von unabhängigen Beobachtern werden ihr verschiedene Gewaltverbrechen zur Last gelegt.

## Gründung
Die Glaubensgemeinschaft wurde um 1991 in der Provinz Henan gegründet. Der Religionsgründer Zhao Weishan, ursprünglich Physiklehrer von Beruf, war ein Leiter eines unabhängigen Arms der Glaubensgemeinschaft, der von Witness Lee gegründet wurde und in China als „die Schreier“ bekannt ist. Laut journalistischer Quellen behauptete er, den wiedergekommenen Christus in der 30-jährigen Yang Xiangbin, auch „Lightning Deng“ genannt, gefunden zu haben. Im ersten wissenschaftlichen Buch über die Glaubensgemeinschaft erklärte die australische Forscherin Emily Dunn, dass Yang Xiaobin 1973 geboren wurde und tatsächlich 18 Jahre alt war, als die Bewegung gegründet wurde. Dunn und andere Forscher nehmen an, dass der Spitzname „Lightning Deng“ nur von Gegnern der Kirche verwendet wird. Yang wird als unscheinbare junge Frau beschrieben. Es sind jedoch keine verifizierten Fotos von ihr bekannt, und einige Kommentatoren stellen sogar in Frage, dass es diese Frau jemals gegeben hat. Diese Position wird nicht von Forschern wie Emily Dunn und PierLuigi Zoccatelli geteilt. Zoccatelli glaubt auch, dass die Bezeichnung Zhao Weishans als „Gründer“ der Kirche inkorrekt ist und nur den Widerwillen chinesischer Quellen widerspiegelt, zuzugeben, dass eine Frau eine große Religionsgemeinschaft gegründet hat. Er argumentiert, dass die Glaubensgemeinschaft um Yang existiert habe, bevor Zhao beigetreten sei, und dass Yang als der echte „Gründer“ bezeichnet werden sollte.
Um 2000 ist Zhao Weishan in die USA geflüchtet, wo ihm politisches Asyl aufgrund von religiöser Verfolgung gewährt wurde. Auch Yang soll nach Chinatown, New York, geflüchtet sein. Laut Aussage des evangelikalen Journalisten David Aikman im Jahr 2013 hüllt sich jedoch die Glaubensgemeinschaft in Schweigen darüber, ob Yang tatsächlich noch lebt. Nach journalistischen Informationen von 2014 soll auch der genaue Verbleib von Zhao Weishan unbekannt sein. In den Jahren 2017 und 2018 fanden einige Forscher heraus, dass Yang und Zhao tatsächlich die Glaubensgemeinschaft von New York aus leiteten. Da nach wie vor Aktivitäten in den USA zu beobachten sind, nehmen Kommentatoren an, dass die beiden dort ihre Religion weiterhin verbreiten: Vorzugsweise in den chinesischen Vierteln von New York und San Francisco und auf den Parkplätzen chinesischsprachiger Kirchengemeinden tauchen immer wieder Werbebroschüren auf. Ein weiteres Zentrum der Aktivitäten ist offenbar im kanadischen Toronto zu finden. Seit 2014 sind mehr Mitglieder ins Ausland geflohen, vor allem nach Seoul in Südkorea, aber auch nach Italien, Frankreich, Deutschland, Spanien und anderen Ländern.
Da die Gruppierung einerseits wegen der ihr eigenen Tendenz zur Heimlichkeit, andererseits wegen der staatlichen Unterdrückung weitgehend im Untergrund agiert, beruhen Mitgliederzahlen auf Schätzungen. Die Eigenangaben der Gruppierung lagen im Jahr 2001 bei 300.000, während unabhängige Beobachter im ersten Teil der 2000er Jahre lediglich von Zahlen im fünfstelligen Bereich ausgingen. Spätere Schätzungen beliefen sich auf eine Million Mitglieder in Festlandchina, während die Gruppierung selber von drei oder vier Millionen spricht. Im Jahr 2014 erwähnten chinesische Behörden die Zahl vier Millionen. Forscher stimmen zwar damit überein, dass die Gruppe signifikant gewachsen ist, halten jedoch diese Zahlen für übertrieben.

## Name
Der Name „Östlicher Blitz“ der Gruppierung bezieht sich auf einen Vers im Endzeitkapitel des Matthäusevangeliums (24,27 ):

„Denn wie der Blitz ausgeht vom Osten und leuchtet bis zum Westen, so wird auch das Kommen des Menschensohns sein.“

## Lehre
In der Lehre der Glaubensgemeinschaft werden christliche Elemente mit Elementen aus der chinesischen Volksfrömmigkeit vermischt und um Neuoffenbarungen ergänzt.

### Zeitalter und Gottesname
Die Vorstellung von drei verschiedenen Erscheinungsformen Gottes in den drei Zeitaltern nimmt im Glauben der Kirche einen wesentlichen Platz ein. In den beiden ersten Zeitaltern habe Gott sein Werk nicht vollendet. Für sein Wirken habe Gott in jedem dieser Zeitalter einen eigenen Namen angenommen (Jehova, Jesus, Allmächtiger Gott):
- das Zeitalter des Gesetzes, dem das Alte Testament und der Gottesname Jehova zugeordnet sind. In diesem Zeitalter seien von Jehova Gesetze und Gebote eingeführt worden, um die Menschen zu führen.
- das Zeitalter der Gnade, dem das Neue Testament und der Gottesname Jesus Christus zugeordnet sind. In diesem Zeitalter sei die Erlösung durch Jesus geschehen.
- das Zeitalter des Königreichs, dem die Schrift Das Wort erscheint im Fleisch und der Gottesname Der Allmächtige Gott zugeordnet sind. In diesem letzten Zeitalter sei die Wiederkunft Christi bereits geschehen und das Gericht Gottes angebrochen. Eine Erlösung und ein Überleben der endzeitlichen Katastrophen sei den Menschen nur möglich, wenn sie durch den Allmächtigen Gott „gereinigt“ würden.[3] Die amerikanische Forscherin Holly Folk betont in einem Artikel für CESNUR, dass die Glaubensgemeinschaft die protestantische Theologie der Rechtfertigung durch Glauben nicht akzeptiere und dass der Glaube an den Allmächtigen Gott nicht genug sei, um gerettet zu werden. Mit Jesu Opfer am Kreuz seien die Sünden der Menschen zwar vergeben worden, jedoch sei ihre sündhafte Natur nicht beseitigt worden. Im Zeitalter des Königreichs arbeite der Allmächtige Gott daran, diese sündhafte Natur zu vernichten. Nur die, die durch die Beseitigung ihrer sündhaften Natur „gereinigt“ werden, würden die Katastrophen überleben und für immer auf der Erde leben, die zum Paradies transformiert werde. Alle anderen würden bei diesem Prozess vernichtet werden.[20]

### Offenbarungsschriften
Als Sonderoffenbarung neben der Bibel gilt für die Anhänger dieser Kirche die Schrift Das Wort erscheint im Fleisch als Sammlung der persönlichen Äußerungen des Allmächtigen Gottes. Darin wird das Gericht über diejenigen angekündigt, die nicht vom Allmächtigen Gott „gereinigt“ wurden oder seine Botschaft ablehnen.
Im Alten Testament sei das Wirken von Jehova Gott im Zeitalter des Gesetzes aufgezeichnet, im Neuen Testament das Wirken Jesu im Zeitalter der Gnade. Besonderes Augenmerk wird auf das Buch der Offenbarung gelegt, das als Prophezeiung für das Wirken Gottes in den „letzten Tagen“ gedeutet wird.
Das Verhältnis zur Bibel ist jedoch ambivalent. Nach Einschätzung einiger Kommentatoren wird sie in der Religionsgemeinschaft als überholt und durch die Neuoffenbarung ersetzt angesehen. Wie ein Journalist berichtete, soll der Religionsgründer Zhao Weishan den Gläubigen, nachdem er ihnen den „wiedergekommenen Jesus“ präsentiert hatte, empfohlen haben, die Bibeln wegzuwerfen. Dagegen kam die amerikanische Forscherin Holly Folk in einer detaillierten Studie zur Theologie der Kirche des Allmächtigen Gottes zu dem Schluss, dass die Glaubensgemeinschaft „die Bibel nicht verleugnet, auch wenn ihr das oft vorgeworfen wird“: Sie glauben, dass die Bibel „menschliche Fehler“ enthält, aber ebenso auch echte „Botschaften von Gott“.

### Endzeiterwartung
Wie sowohl chinesische als auch westliche Medien berichteten, hat die Glaubensgemeinschaft – inspiriert durch den Hollywoodfilm 2012, der einen alten Maya-Kalender deutete – den Weltuntergang für das Jahr 2012 vorhergesagt. Diese Erwartung ging einher mit Protesten gegen die Kommunistische Partei Chinas, was in weiterer Eskalation mündete. Im Zuge von landesweiten Razzien wurden rund 1000 Mitglieder der Gruppierung festgenommen. Die Verfolgung durch die chinesischen Behörden bestärkte die Gruppierung zusätzlich in ihrem Endzeitglauben, da sie als Teil der endzeitlichen Geschehnisse gedeutet wird.
Die australische Forscherin Emily Dunn erklärte in ihrem 2015 erschienenen Buch über die Kirche des Allmächtigen Gottes, dass, wie viele Chinesen, einige „Mitglieder der Eastern Lightning sich die Maya-Prophezeiung zu eigen machten“, aber sie „scheinen dies getan zu haben, ohne von den selbsternannten Autoritäten der Gruppe sanktioniert zu werden“, die eigentlich „Maya“ und andere Theorien über das Ende der Welt als theologisch und faktisch „falsch“ deklarierten. Der italienische Forscher Massimo Introvigne erklärte, dass die Position der Mitglieder der Kirche des Allmächtigen Gottes, die die Prophezeiung über das Ende der Welt 2012 akzeptierten und verbreiteten und von denen einige aus der Kirche verwiesen wurden, „nicht konsistent mit der Theologie der Kirche war. Der Allmächtige Gott ruft nicht das Ende der Welt aus, sondern ihre Transformation. Diese wird nicht eintreten, bevor das Werk des Allmächtigen Gottes auf Erden vollendet ist“ bzw. bevor die Person, die als Allmächtiger Gott anerkannt ist, stirbt, während sie 2012 am Leben und in guter Gesundheit war.

## Kontroverse

### Verhältnis zur chinesischen Regierung
Für die Anhänger der Glaubensgemeinschaft ist die chinesische Regierung ein Feindbild; sie wird von der Gemeinschaft als der „große rote Drache“ bezeichnet, den es zu bekämpfen gelte. Umgekehrt wird die Gruppierung von der chinesischen Regierung als „Sekte“ (engl.: cult) eingestuft und bekämpft. Einige Beobachter vermuten, dass dem Staat die Gelegenheit zur Niederschlagung einer unliebsamen Bewegung, von deren „Zwangsbekehrungen, kruden Bräuchen und der Verfolgung von Familienangehörigen“ die staatlichen Medien berichteten, anlässlich der vermeintlichen Weltuntergangsprophezeiung gerade recht kam. Dies hat nach Ansicht einiger Beobachter zur weiteren Radikalisierung der Gruppe beigetragen und zugleich den christlichen Kirchen geschadet, die von den Strafaktionen der chinesischen Regierung mitbetroffen waren.
Nach offiziellen chinesischen Angaben sind in den letzten Jahren einige Tausend Mitglieder der Glaubensgemeinschaft festgenommen worden; nach Angaben der Gruppierung selbst waren es rund 400.000 Mitglieder (Stand 2014). Diese müssen seitens des chinesischen Staates mit harten Strafen, Folter und Lagerhaft rechnen. Laut einem Bericht der Menschenrechtsorganisation CAP-LC (Coordination des associations et des particuliers pour la liberté de conscience, einer Nichtregierungsorganisation mit speziellem Beraterstatus im Wirtschafts- und Sozialrat der Vereinten Nationen), an den UN-Menschenrechtsrat vom 2. Februar 2018 seien Nachrichten über Folter und verdächtige Todesfälle in chinesischen Gefängnissen „glaubwürdig“, und es würden, „wenn als solches erkannt, jedem Mitglied der Kirche des Allmächtigen Gottes Verhaftung und Gefangenschaft bevorstehen“.

### Verhältnis zu den christlichen Kirchen
Das Verhältnis zu den christlichen Kirchen in China ist seit jeher getrübt, da der „Kirche des Allmächtigen Gottes“ vorgeworfen wird, mit aggressiven Methoden gerade in den bestehenden Hauskirchen Mitgliederwerbung zu betreiben. Wie einige Kommentatoren aufzeigen, empfehlen die Texte der Religionsgemeinschaft sogar direkt, gezielt Christen zu werben, nicht dagegen Andersgläubige.
Laut Aussage christlicher Beobachter würden Hauskirchen zu diesem Zweck systematisch unterwandert, um zunächst Vertrauen aufzubauen. Einige Kritiker nehmen an, dass dann auch Methoden wie das „Flirty Fishing“ (Einsetzen sexueller Verführung), Bedrohung, Erpressung oder gar Kidnapping zum Einsatz kämen. Da jedoch die Hauskirchen in China selbst einen rechtlich unsicheren Status haben, haben ihre Mitglieder häufig vor den Behörden nicht weniger Angst als vor den Mitgliedern der „Kirche des Allmächtigen Gottes“ und können gegen diese Methoden nur wenig unternehmen. Der italienische Forscher PierLuigi Zoccatelli hält dem jedoch entgegen, dass „die Vorwürfe zum Praktizieren von sexueller Verführung schwer zu glauben sind, wenn man die generelle puritanische Einstellung der Bewegung berücksichtigt“, und dass die Beweise zu den mutmaßlichen Entführungen nicht gänzlich überzeugend seien.
Die 9. Nationalversammlung der chinesischen evangelischen Kirchen verabschiedete im September 2013 eine „Resolution zum Widerstand gegen Irrlehren und Häresien“, die sich besonders gegen die Kirche des Allmächtigen Gottes wandte.

### Straftaten
In der chinesischen Presse wurde 1998 über Diebstähle und Angriffe auf Menschen durch Mitglieder der Gruppierung berichtet, bei denen den Opfern Knochen gebrochen und Ohren abgeschnitten worden seien. Chinesischen und westlichen Medien zufolge wird über diese Form der Folter auch von Opfern späterer Vorfälle berichtet. In ihrem Bericht vom 2. Februar 2018 an den UN-Menschenrechtsrat bezeichnete die Menschenrechtsorganisation CAP-LC (Coordination des associations et des particuliers pour la liberté de conscience) diese Vorwürfe als „Fake News, um Verfolgung zu rechtfertigen“, die von chinesischen Behörden stammen würden.
Die „China Gospel Fellowship“, eine Hauskirche, beschuldigte die Glaubensgemeinschaft im Jahr 2002, 34 Gemeindeleiter gekidnappt und zwei Monate lang gefangengehalten zu haben. Die Gemeindeleiter seien unter dem Einfluss von Drogen und Schlafentzug den Versuchen sexueller Verführung durch Frauen aus der Gruppierung ausgesetzt gewesen, um später mit Fotos erpresst und zur Konversion gezwungen werden zu können. Die Gruppierung soll angeblich auch bei anderen Gelegenheiten Christen gekidnappt, geschlagen, gefoltert, unter Drogen gesetzt, sexuell missbraucht und Gehirnwäsche betrieben haben, wenn sie nicht bereit waren, die Lehren der Glaubensgemeinschaft zu akzeptieren. Im Zusammenhang mit dem Entführungsfall hat eine baptistische Presseagentur der Kirche des Allmächtigen Gottes sogar vorgeworfen, Mitglieder der Hauskirchen in den vorherigen Jahren ermordet zu haben. Einige westliche Christen hielten die Vorwürfe für glaubwürdig. Der italienische Forscher Massimo Introvigne fand jedoch in einer 2018 veröffentlichten Studie Unstimmigkeiten in der Geschichte, wie sie von der China Gospel Fellowship berichtet wurde. Es schien auch eigenartig, dass niemand verhaftet wurde und dass es keinen Prozess wegen des Verbrechens gab. So hielt er es für möglich, dass die China Gospel Fellowship durch die Erfindung dieser Geschichte eine Erklärung dafür geben wollte, dass einige ihrer Mitglieder, inklusive ihres nationalen Leiters, zur Kirche des Allmächtigen Gottes konvertiert sind; doch sind auch andere Interpretationen dieser Vorwürfe möglich.
Chinesische Medien, deren Vorwürfe gelegentlich von westlichen Medien wiederholt werden, werfen der Glaubensgemeinschaft regelmäßig Straftaten vor. Zum Beispiel behauptete die BBC-Journalistin Carrie Gracie in einem Artikel von 2014, der im Wesentlichen auf chinesischen Medienberichten basierte, dass eine Frau, die seit 20 Jahren zusammen mit ihrer Mutter der Gruppierung angehörte, im Oktober 2013 ihren Vater erschlug, weil sie ihn für einen „Dämon“ hielt, da er sich geweigert hatte, in die Religionsgemeinschaft einzutreten. Am 24. August 2013 hat eine Frau einem Jungen namens Guo Xiaobin in Shanxi die Augen herausgeschnitten. Der Junge wurde später berühmt durch die Augenprothesenoperation, die an ihm in Shenzhen vorgenommen wurde. Nach dem McDonald’s-Sektenmord in Zhaoyuan schrieben einige chinesische Medien das Verbrechen Mitgliedern der Kirche des Allmächtigen Gottes zu. Nach einer Studie der amerikanischen Forscherin Holly Folk hat die chinesische Polizei die Akte zu dem Fall bereits im September 2013 geschlossen, nachdem sie zu dem Schluss gekommen war, dass das Verbrechen von Guo Xiaobins Tante begangen wurde und nichts mit der Kirche des Allmächtigen Gottes zu tun hatte. Erst einige Tage nach dem McDonald’s-Sektenmord 2014 brachten chinesische Anti-Sekten-Aktivisten die Kirche des Allmächtigen Gottes mit dem Vorfall in Verbindung. Folk beschrieb auch, dass der Vorwurf des Herausreißens von Augen mindestens seit dem 19. Jahrhundert ein typisches Motiv für chinesische antichristliche Propaganda war.
In einem McDonald’s-Restaurant in Shandong wurde im Mai 2014 eine Frau von mehreren Personen, die laut offizieller chinesischer Darstellung Mitglieder der Gruppierung waren, zu Tode geprügelt, nachdem sie ihnen nicht ihre Telefonnummer geben wollte. Auch hier wurde das Opfer als „Dämon“ tituliert. Zwei Personen wurden wegen dieser Tat im Januar 2015 hingerichtet, andere zu Gefängnisstrafen verurteilt. Der tatsächliche Ablauf des Vorfalls und die Rolle, die die Polizei währenddessen, anschließend und bei der Aufarbeitung gespielt hat, sind umstritten. Die Gruppierung selbst dementiert, dass es sich bei den Tätern um Mitglieder ihrer Religionsgemeinschaft gehandelt habe. Zwei westliche Forscher, die den Mordfall untersuchten, kamen auch zu dem Schluss, dass die Täter Mitglieder einer anderen religiösen Bewegung waren.
Einige Kommentatoren stellen die Frage nach einer möglichen Mitverantwortung Zhao Weishans und somit indirekt nach einer möglichen Mitschuld der USA, die ihm Schutz gewähren. Der evangelikale Journalist David Aikman hielt es im Jahr 2013 für unvorstellbar, dass Zhao Weishan beispielsweise über das Kidnapping nicht informiert gewesen sei. Deshalb hätten einige chinesische Christen in den USA versucht, rechtlich gegen ihn vorzugehen. Im Jahr 2017 erklärte der italienische Forscher PierLuigi Zoccatelli jedoch, dass „Gerüchte, dass in den Vereinigten Staaten rechtliche Schritte gegen Zhao Weishan wegen der Entführungen eingeleitet wurden, tatsächlich falsch sind“.

### Mitgliedschaft
Einige Kommentatoren werfen der Gruppierung eine sektenartige Mitgliedschaftsstruktur vor. Neumitglieder würden ihrer Familie entfremdet, zum Wohnen in Kommunen der Religionsgemeinschaft und zur Übergabe ihrer finanziellen Mittel an die Gemeinschaft gedrängt. Die BBC-Journalistin Carrie Gracie berichtete in einem Artikel von 2014, dass Austrittswillige bedroht würden bzw. der Austritt ihnen nicht gestattet werde; es werde mit Heimlichkeiten und Lügen gearbeitet, selbst Ehepartner wüssten oft lange nichts von der Religionszugehörigkeit des anderen. Mitglieder erhalten religiöse Namen, wodurch die Identifikation und das Wiederfinden von vermissten Familienmitgliedern erschwert wird. Nach einer Einschätzung des italienischen Forschers Massimo Introvigne, die er 2018 in der Zeitschrift Interdisciplinary Journal of Research on Religion (Baylor University) veröffentlichte, zeigen die heiligen Schriften der Kirche des Allmächtigen Gottes eine positive Sicht der Familie und eine typisch konservativ-protestantische Sicht auf Familienwerte. Laut Umfrageergebnissen würden in China die meisten Mitglieder der Glaubensgemeinschaft von Familienmitgliedern gewonnen werden und anschließend versuchen, auch ihre Verwandten zu bekehren.

### Flüchtlingsthemen
Vor allem nach dem harten Vorgehen der chinesischen Regierung in Folge der McDonald’s-Morde 2014 flohen tausende Anhänger der Kirche des Allmächtigen Gottes nach Südkorea, in die Vereinigten Staaten, nach Kanada, Italien, Frankreich, Deutschland, Australien und in andere Staaten und bemühten sich darum, als Flüchtlinge anerkannt zu werden. Während die Behörden in einigen Ländern einwenden, dass es keine ausreichenden Beweise für eine Verfolgung der Asylbewerber gebe, stellen einige internationale Experten fest, dass es genug Beweise dafür gebe, dass die Anhänger der Kirche des Allmächtigen Gottes als Bewegung verfolgt werden, so dass sie bei einer Rückkehr nach China ernsten Risiken ausgesetzt wären und daher Ablehnungen der Asylanträge nicht gerechtfertigt seien.

## Veröffentlichungen
Bislang (Stand September 2017) liegen nur wenige Publikationen der Gruppierung auf Deutsch vor, alle im Selbstverlag:
- Das Wort erscheint im Fleisch (Online-Ausgabe).
- Kundgebungen Christus der letzten Tage (Online-Ausgabe).
- Folge dem Lamm und singe neue Lieder (Online-Ausgabe).